# Stefan Dwornik
Stefan Dwornik (ur. 28 lipca 1889 w Sławkowie, zm. wiosną 1940 w Charkowie) – polski prawnik, major piechoty Wojska Polskiego, ofiara zbrodni katyńskiej.

## Życiorys
Urodził się jako syn Bartłomieja i Zofii z domu Kachl. Ukończył studia prawa na Wydziale Prawa Uniwersytetu Jagiellońskiego.
Podczas I wojny światowej służył w cesarsko-królewskiej Obronie Krajowej. Jego oddziałem macierzystym był 34 pułk piechoty Obrony Krajowej Jarosław. Na porucznika rezerwy został awansowany ze starszeństwem z 1 maja 1917.
Po odzyskaniu niepodległości przez Polskę wstąpił do Wojska Polskiego. Brał udział w wojnie polsko-bolszewickiej w szeregach 14 pułku piechoty będąc dowódcą batalionu. 19 sierpnia 1920 został zatwierdzony z dniem 1 kwietnia 1920 w stopniu kapitana, w piechocie, w grupie oficerów byłej armii austro-węgierskiej. Pełnił wówczas służbę w Obozie Ćwiczebnym 6 Armii.
Po wojnie został komendantem Szkoły Podchorążych Rezerwy Piechoty przy Dowództwie Okręgu Korpusu nr X w Przemyślu w 1922. Awansowany do stopnia majora ze starszeństwem z dniem 1 czerwca 1919. Z dniem 1 lipca 1926 został przydzielony z 14 pp do Departamentu Piechoty Ministerstwa Spraw Wojskowych na stanowisko referenta. W maju 1928 został przeniesiony do 4 pułku strzelców podhalańskich w Cieszynie na stanowisko dowódcy II batalionu. W marcu 1929 został zwolniony z zajmowanego stanowiska i oddany do dyspozycji dowódcy Okręgu Korpusu Nr V, a z dniem 31 sierpnia tego roku przeniesiony w stan spoczynku. W 1934, jako oficer stanu spoczynku pozostawał w ewidencji Powiatowej Komendy Uzupełnień Wadowice. Posiadał przydział do Oficerskiej Kadry Okręgowej Nr V. Był wówczas „przewidziany do użycia w czasie wojny”.
Był jednym z budowniczych Fabryki Gum Jezdnych w Dębicy (późniejszy „Stomil”, obecnie Dębica SA) i jej pierwszym dyrektorem, sprawującym funkcje administracyjne. Zamieszkiwał przy ulicy Króla Jana III Sobieskiego 386.
Po wybuchu II wojny światowej brał udział w wojnie obronnej Polski. W czasie kampanii wrześniowej 1939 był w sztabie dowództwa obrony Lwowa. Był ranny. Po agresji ZSRR na Polskę z 17 września 1939 został aresztowany przez Sowietów i przewieziony do obozu w Starobielsku. Wiosną 1940 został zamordowany przez funkcjonariuszy NKWD w Charkowie i pogrzebany potajemnie w bezimiennej mogile zbiorowej w Piatichatkach, gdzie od 17 czerwca 2000 mieści się oficjalnie Cmentarz Ofiar Totalitaryzmu w Charkowie. Figuruje na Liście Starobielskiej NKWD, pod poz. 1024.
Jego córką była Zofia Dwornik (1922–2002) – montażystka filmowa.

## Upamiętnienie
- 5 października 2007 minister obrony narodowej Aleksander Szczygło mianował go pośmiertnie na stopień podpułkownika[16][17][18]. Awans został ogłoszony 9 listopada 2007 w Warszawie, w trakcie uroczystości „Katyń Pamiętamy – Uczcijmy Pamięć Bohaterów”[19][20][21].
- W ramach akcji „Katyń... pamiętamy” / „Katyń... Ocalić od zapomnienia” został zasadzony dwukrotnie Dąb Pamięci honorujący Stefana Dwornika: przy Zespole Szkół nr 5 im. Józefa Wybickiego w Szczecinie oraz na Placu Mikołajkowów w Dębicy (9 kwietnia 2010)[22].

## Ordery i odznaczenia
- Krzyż Kawalerski Orderu Odrodzenia Polski (2 maja 1922)[23]
- Krzyż Walecznych
- Medal Pamiątkowy za Wojnę 1918–1921
- Medal Dziesięciolecia Odzyskanej Niepodległości
- Odznaka Honorowa „Orlęta”[24]
- Srebrny Medal Waleczności 2 klasy[1]
- Krzyż Pamiątkowy Mobilizacji 1912–1913[1]